# Bożnowice
Bożnowice (deutsch Berzdorf) ist ein Ort in der Stadt- und Landgemeinde Ziębice im Powiat Ząbkowicki der Woiwodschaft Niederschlesien in Polen. Von 1975 bis 1998 gehörte es zur Woiwodschaft Wałbrzych (deutsch Waldenburg).

## Lage
Der Ort liegt ca. neun Kilometer nordöstlich von Ziębice (Münsterberg). Nachbarorte sind Jasienica (Heinzendorf) im Westen, Nowina (Deutsch Neudorf) im Norden und  Konary (Kunern) im Osten. 

## Geschichte
Die Ersterwähnung erfolgte 1312 als "Bertoldi villa". Bis zur Säkularisation 1810 gehörte Berzdorf zum Kloster Heinrichau und gelangte darauf in den Besitz des preußischen Königshauses, später durch Erbschaft an das niederländische Königshaus. 
Mit der Eroberung Schlesiens durch Preußen wurde Berzdorf 1742 Teil des neu gegründeten Kreises Münsterberg innerhalb der preußischen Provinz Schlesien. Es unterstand der Kriegs- und Domänenkammer Breslau und wurde im Zuge der Stein-Hardenbergischen Reformen 1815 dem Regierungsbezirk Reichenbach der Provinz Schlesien zugeordnet.
1845 zählte das Dorf 74 Häuser, eine Freischoltisei, 575 überwiegend katholische Einwohner (23 evangelisch), evangelische Kirche zu Türpitz, eine katholische Pfarrkirche unter königlich preußischen und fürstbischöflichen Patronat, ein Pfarrwidum, eingepfarrt: Allgersdorf, Heinzendorf, Ober Kunern, Märzdorf, Deutsch Neudorf, ferner Dobrischau mit Teilkriche, gastweise Nieder Kunern und Hatlauf, eine katholische Schule, eingeschult Heinzendorf, Deutsch Neudorf, Kunern und Allgersdorf, 29 Handwerker und Händler. Zum 1. Oktober 1932 wurde der Kreis Münsterberg aufgelöst und Berzdorf in den Kreis Strehlen eingegliedert.
Als Folge des Zweiten Weltkriegs fiel Berzdorf 1945 mit dem größten Teil Schlesiens an Polen. Nachfolgend wurde es in Bożnowice umbenannt. Die deutsche Bevölkerung wurde, soweit sie nicht schon vorher geflohen war, weitgehend vertrieben. Die neu angesiedelten Bewohner waren teilweise Zwangsumgesiedelte aus Ostpolen, das an die Sowjetunion gefallen war.
Von 1946 bis 1975 gehörte Bożnowice der Woiwodschaft Breslau und anschließend von 1975 bis 1998 zur Woiwodschaft Wałbrzych, bevor es im Zuge der polnischen Verwaltungsreform in die Woiwodschaft Niederschlesien eingegliedert wurde.

## Sehenswürdigkeiten
- Katholische Pfarrkirche der Heiligen Dreifaltigkeit, erbaut 1709
- Holländische Windmühle, aus dem 18. bis 19. Jahrhundert